# 横井隼
横井 隼（よこい はやと、1997年7月29日 - ）は、ジャパンラグビーリーグワン花園近鉄ライナーズに所属するラグビー選手。

## プロフィール
- 大阪府出身[1]。
- ポジションはフランカー(FL)。
- 身長 183 cm、体重 101 kg
- ニックネームはハヤト。

## 略歴
中学からラグビーを始めた。
2016年、石見智翠館高校卒業後、東海大学に入学する。なお石見智翠館高校時代、高校日本代表候補に選ばれたことがある。
2019年、東海大学体育会ラグビーフットボール部のFWリーダーに就任した。
2021年、東海大学卒業後、宗像サニックスブルースに加入。同年4月11日にジャパンラグビートップリーグ第7節東芝ブレイブルーパス戦に途中出場で公式戦初出場を果たす。
2021年、花園近鉄ライナーズに加入。